# Aspilota imparidens
Aspilota imparidens är en stekelart som beskrevs av Fischer 1974. Aspilota imparidens ingår i släktet Aspilota och familjen bracksteklar. Inga underarter finns listade.